# Agustín Guillermo Charún
Agustín Guillermo Charún (* Lima, 1792 - † Huanchaco, Trujillo, Perú, 1857). Clérigo y político peruano.

## Biografía
Terminados sus estudios de Latinidad, ingresó al Real Convictorio de San Carlos (1807), donde fue alumno de José Francisco Navarrete y José Faustino Sánchez Carrión; y luego de optar grado de Bachiller en Artes (1818), tomó posesión de la cátedra de Vísperas de Matemáticas (13 de mayo de 1818). Optó grado de Doctor en Teología en la Universidad de San Marcos; y en un acto académico hubo de hacer el elogio del virrey Joaquín de la Pezuela (21 de enero de 1819); pero cuando fue proclamada la independencia, suscribió la respectiva acta con los miembros del claustro (30 de julio de 1821). Como párroco interino de la iglesia de san Sebastián, prestó allí juramento de obediencia al primer Congreso Constituyente (29 de septiembre de 1822); y alternó el ejercicio de su ministerio con la enseñanza de la Filosofía en el Convictorio.
Elegido diputado suplente por Lima (1829), colaboró en La Prensa. Secundó el tardío nacionalismo representado por el general Orbegoso frente a la Confederación Perú-Boliviana (1838), y colaboró entonces en El Redactor Peruano; pero luego prestó sus servicios al gobierno restaurador que presidió el general Gamarra.
Fue nombrado rector del Convictorio de San Carlos (1839). Formó parte del Congreso General de 1839 como representante de la provincia de Cañete, y fue su presidente. Asumió el Ministerio de Instrucción Pública, Beneficencia y Negocios Eclesiásticos (26 de noviembre de 1839), constituido mediante un desdoblamiento del antiguo Ministerio de Gobierno; y pasó al Ministerio de Relaciones Exteriores (14 de octubre de 1841 a 11 de febrero de 1843), al frente del cual rechazó las pretensiones del plenipotenciario ecuatoriano Bernardo Daste y se negó a abrir discusión sobre los territorios de la antigua gobernación de Maynas, e inclusive afrontó la crisis que siguió al desastre de Ingavi.
Como chantre, integró luego el Cabildo de la Iglesia Metropolitana de Lima; fungió como capellán del Monasterio de las Nazarenas; fue nombrado vocal del Tribunal de los siete jueces y miembro del Consejo de Estado (1850-1853). Nuevamente ministro de Justicia y Culto (1852), renunció al conocer su elevación al obispado de Trujillo (28 de junio de 1853). Al día siguiente fue consagrado en la Iglesia de San Pedro. Tomó posesión de sus sede en diciembre de 1853. En el año 1854 funda el Colegio Nacional de San Juan en la misma ciudad de Trujillo, iniciando sus labores educativas en la sede central de la Universidad Nacional de Trujillo.
Con todo su cabildo secundó allí el movimiento revolucionario que el general Manuel Ignacio de Vivanco inició, en Arequipa, contra el gobierno de Ramón Castilla (1856). En tal actitud pasó a Huanchaco, para veranear, y murió súbitamente el 22 de febrero de 1857.